# 짜봉현
짜봉현(베트남어: Huyện Trà Bồng / 縣茶蓬)은 베트남 남중부 지방 꽝응아이성의 현이다. 짜봉현의 일부로 2003년 형성된 떠이짜현(Tây Trà)은 2020년 1월 10일, 다시 짜봉현으로 병합되었다.

## 행정 구역
짜봉현은 1시진, 15사를 관할하고 있다.

### 시진
- 짜쑤언 시진 (Thị trấn Trà Xuân, 茶春市鎭)

### 사
- 흐엉짜 사 (Xã Hương Trà, 香茶社)
- 선짜 사 (Xã Sơn Trà, 山茶社)
- 짜빈 사 (Xã Trà Bình, 茶平社)
- 짜부이 사 (Xã Trà Bùi, 茶裴社)
- 짜장 사 (Xã Trà Giang, 茶江社)
- 짜히엡 사 (Xã Trà Hiệp, 茶協社)
- 짜럼 사 (Xã Trà Lâm, 茶林社)
- 짜퐁 사 (Xã Trà Phong, 茶豐社)
- 짜푸 사 (Xã Trà Phú, 茶富社)
- 짜선 사 (Xã Trà Sơn, 茶山社)
- 짜떤 사 (Xã Trà Tân, 茶新社)
- 짜떠이 사 (Xã Trà Tây, 茶西社)
- 짜타인 사 (Xã Trà Thanh, 茶清社)
- 짜투이 사 (Xã Trà Thủy, 茶水社)
- 짜씬 사 (Xã Trà Xinh, 茶生社)